# Benedykt Kocot
Benedykt Kocot (ur. 11 kwietnia 1954 w Chrząstowicach koło Opola) – polski kolarz torowy, brązowy medalista olimpijski oraz dwukrotny medalista torowych mistrzostw świata.

## Kariera
Zdobywca brązowego medalu na igrzyskach olimpijskich w Monachium w 1972 roku w tandemie (wraz z Andrzejem Bekiem). Brązowy medalista na mistrzostwach świata w Montrealu w 1974 roku w tandemie (razem z Bekiem) oraz złoty z mistrzostw świata w Liège w 1975 roku w tej konkurencji (razem z Januszem Kotlińskim). Pięciokrotny mistrz Polski w sprincie (1972, 1976, 1977, 1979, 1980), trzykrotny wicemistrz: w sprincie (1975), 1 km ze startu zatrzymanego (1972, 1976) i dwukrotny brązowy medalista mistrzostw Polski: w sprincie (1978) i na 1 km ze startu zatrzymanego (1974).
W 1972 został odznaczony Złotym Krzyżem Zasługi.